# Dva bregova
Dva bregova je drama, ki jo je napisal Anton Leskovec. Izšla je leta 1928.

## Osebe
- župan,
- Krištof Bogataj,
- Macafur, vodja beračev,
- Flore Briga,
- Križemsvet,
- Razpotnik,
- Arčon,
- Kit,
- berači,
- policaj,
- Komposarica, lastnica žganjarne,
- Rona, njena hči,
- Šoba, Muha, beračici,
- potepuhi
- dečki.

## Zgodba

### 1. dejanje
Rona je zbežala od župana, kjer je služila, s seboj pa odnesla neka nekaj reči, ki naj bi jih Flore Briga, malo trčen in v Rono zaljubljen do ušes, prodal. Rona sanja o svetu, o užitkih in bogastvu, rada bi ven iz beračije, v kateri se je rodila. Mati z njeno vrnitvijo ni zadovoljna, tudi strašni Macafur, ki ga vsi ubogajo, ji odločno pove, da berači ne zajedajo drug drugega, ampak one tretje, ki imajo. Pojavi se župan, prišel je po Rono, ker pa dekle noče nazaj, se veljak razjezi in zagrozi, da bo žganjarno zaprl. Prav tedaj se vrne Krištof, ki ga je neznan dobrotnik preko Macafurja izšolal za advokata. Macafur hoče, da bi se Krištof izkazal, dokazal vsem, ki so ga poniževali, da ni beraško seme; zato pa naj ne sili nazaj v brlog, naj se ogiba hiše, ki je bila njegov lažno dom! A Krištof je poln idej, kako bo branil pravico, poleg tega pa ga priteguje tudi Rona. - Župan je bil prijavil tatvino, policaj je že zasačil Brigo z ukradenimi stvarmi, zdaj pride še po Rono. Krištof oznani, da bo to njegova prva pravda. 

### 2. dejanje
Berači pijejo na zdravje Krištofa, ki je ugnal župana in rešil Rono ječe. Macafur vsem razodene svojo filozofijo: globoka reka loči dva bregova; en breg je gosposki, tja spada tudi Krištof, drugi breg je naš, nas beračev. Je tudi most med obema, da hodimo tja in spet nazaj, a vsak breg ostaja svoj in kdor bi hotel drugače, je judež in bo obešen! Toda Rona se tega zakona noče držati, hoče na drugi breg; ko Krištof rine vanjo, ga z zavračanjem razvname do obljube, da jo bo povedel čez most in jo priznal pred gosposkim svetom.

### 3. dejanje
Pri Komposarici prirejajo beraški ples v maskah, uradno ga dovoli župan in ga odpre Macafur. Pride tudi Rona, vsi jo pozdravljajo kakor kraljico; ko si izbira plesalca, prihiti Krištof, da bi Rono in vse berače povedel na drugi breg. Ne bodo več prosili, ampak zahtevali - na sonce, ki je ustvarjeno za vse, v novo življenje! Berači so navdušeni, zbirajo se za Krištofom kot svojim novim voditeljem. Tedaj zarjove Macafur: v ječe in okove ne bomo hodili, tu smo svobodni, živimo lahko brez dela in služb! Odobravanje se prevesi na  Macafurjevo stran, Krištof in Rona ostaneta sama in ko hočeta pobegniti, ljubosumni Flore Krištofa zabode. Rona se onesvesti, Macafur zakriči: Moj sin! Zgrudi na Krištofovo truplo in umre, Flore pa obupan tolče po bobnu in kriči: Ne more se čez most, ne more!